# Žiga Lamberg
Žiga pl. Lamberg (nemško Sigismund von Lamberg), kranjski duhovnik in prvi ljubljanski škof, * okoli leta 1420, grad Gutenberg pri Občina Tržiču, † 18. junij 1488, Ljubljana.

## Življenje in delo
Žiga pl. Lamberg se je rodil med letoma 1410 in 1420 kot šesti od osmih otrok Jurija I. Lamberga s sedežem na gospostvu in gradu Gutenberg nad Bistrico pri Tržiču. Žiga je izhajal iz kranjskega plemiškega rodu Lambergov iz linije Kamen-gutenberških. Ta rod je na Kranjsko prišel v 14. stoletju iz Gornje Avstrije, ter se kasneje izjemno uveljavil v vojaških in upravnih službah Habsburžanov ter kot visoki cerkveni dostojanstveniki.

### Župnik
Verjetno se je Žiga  začel šolati v Kranju. Poznano nam je, da je leta 1444 že bil župnik pri Sv. Martinu pri Kranju in poleg tega imel še dva beneficija, in sicer župnijo Sv. Mihaela v Pliberku in kanonikat v Freisingu. V Kranju je vodil tudi bratovščino Sv. Rešnjega telesa. Z dovoljenjem je župnijo zapustil za tri leta (1446–1449), da bi se na vseučelišču v Italiji (verjetno Bologni) izpopolnil v teoloških študijah. Iz Italije se ni vrnil v Kranj, temveč na cesarski dvor na Dunaju za dvornega kaplana.  

### Na dunajskem dvoru
Zaradi dobrih odnosov Lambergov s cesarsko hišo je bil Žiga leta 1449 imenovan za kaplana na cesarskem dvoru in za spovednika cesarja  Friderika III. ter vodil cesarski miloščinski urad. Na dvoru se je seznanil z Enejem Silvio Piccolominijem, kasnejšim tržaškim škofom in papežem Pijem II., s katerim se je spoprijateljil do konca življenja.   

### Ljubljanski škof
Žigo (Sigismunda) pl. Lamberga je cesar Friderik III. ob ustanovitvi ljubljanske škofije 6. decembra 1461 določil za prvega njenega škofa. Papež Pij II. je njegovo imenovanje potrdil 6. septembra 1462 in ga osebno posvetil in umestil v Rimu 6. junija 1463. (Pri ustanovitvi škofije si je cesar pridržal pravico imenovanja ljubljanskih škofov in enajstih kanonikov v dvanajstčlanskem stolnem kapitlju.) Njegova posvetitev in umestitev se je nekoliko zavlekla zaradi upiranja posestno bogatega Benediktinskega samostana v Gornjem Gradu njegovi podreditvi in inkorporaciji v novo ustanovljeno škofijo. Novi škofiji in ljubljanskim škofom sta namreč cesar in papež podelila v posest in koriščenje samostanskih posesti in dohodkov, pri čemer je imel škof tudi pravico nastavljati in odstavljati priorje, ki naj bi oskrbovali dušno pastirstvo v okolici. V reševanje spora se je vključil nominirani škof Žiga Lamberg, ki se je s samostanom pogodil, da mu bo za predajo dokumentov in odstop pravic in privilegijev izplačano 120 dukatov, kar pa na koncu ni bilo realizirano. 
Zaradi moralnega in disciplinskega upada v samostanu in zmanjšanja števila redovnikov zaradi turških vpadov – Turki so Gornji Grad opustošili leta 1471 – je papež Sikst IV. na predlog škofa Lamberga leta 1473 samostan tudi uradno razpustil. Hkrati je bilo škofu naloženo, naj ustanovi kolegij svetnih duhovnikov z dušnopastirskimi nalogami na območju dotedanjega samostana. Gornji grad je postal tudi rezidenca ljubljanskih škofov. 
Kot prvi škof novoustanovljene škofije je imel Lamberg za prvo nalogo uveljavitev škofove jurisdikcije v župnijah na Kranjskem, Štajerskem in Koroškem, ki so bile iz oglejskega patriarhata in salzburške nadškofije dodeljene ljubljanskemu škofu. Oglejski patriarhat namreč ni maral takoj priznati izvzetja območja nove ljubljanske škofije. 
Druga naloga škofa Lamberga je bila izgradnja škofovskega sedeža, to je stolnice in škofijskega dvorca. S podporami, za katere je izposloval pri papežu posebne odpustke, je popravil in prezidal staro cerkev Sv. Miklavža v Ljubljani, ki so jo leta 1469 zažgali Turki, v obliki, ki jo je ohranila do gradnje nove stolnice leta 1704. Pri tem je imel podporo cesarja s cesarico, ki sta prispevala za popravilo stolne cerkve. Cesar je škofu dovolil nakup treh hiš, da iz njih in iz podarjene prejšnje šmiklavške kaplanije sezida škofijski dvorec. Do tega pa ni prišlo zaradi turške nevarnosti in bremen, ki jih je ta nevarnost nalagala. Dvorec je dogradil šele Lambergov naslednik leta 1512. 

## Cerkveno in versko delovanje
Po svojem udejstvovanju in nazorih je bil škof Lamberg humanist. Še kot župnik v Sv. Martinu pri Kranju je bil pristaš cerkvene reforme in bazelskega razkolnega koncila. Je pa bil izrazito naklonjen cesarju. Naklonjenost bratovščini Sv. Rešnega telesa, katere predstojnik je bil v Kranju, ko je bil še župnik, je nadaljeval tudi kot škof v Ljubljani, kjer je isto bratovščino ustanovil leta 1461. Leta 1464 ga je lavantinski škof Rudolf pl. Rüdesheim imenoval za komisarja protiturške križarske vojske, česar pa niso potrdile posvetne oblasti. Leta 1466 je bil imenovan za člana komisije, ki je v Krki na Koroškem preiskovala glas svetosti blažene Heme za njeno kanonizacijo. 
Škof Lamberg je umrl 18. junija 1488 v Ljubljani in je bil pokopan v šentmiklavški cerkvi (ljubljanski katedrali), od koder so ga leta 1678 prekopali v družinsko grobnico na Grad Kamen pri Begunjah. 